# 黄飯
黄飯（おうはん、きめし、きいはん）、あるいはくちなしごはんは、クチナシの実の色素を用いて黄色く炊き上げた飯。
日本各地の郷土料理に見られ、節句や大晦日などの行事食になっている。地方によっては、塩や酒、黒豆を加えて飯を炊いたり、もち米を使用する。
なお、同様に黄色い飯にサフランライスがあるが、クチナシの実もサフランも色素成分クロシンのために黄色くなる。クロシンは水溶性であり、水に浸すか熱湯で煎じて着色用の液を作る。

## 大分県
黄飯（おうはん）は、大分県臼杵市の郷土料理。くちなしの実を水に浸して、黄色く染まった水で米を炊くことで作られる鮮やかな山吹色をした飯である。
今日ではリゾット風にアレンジされた黄飯が学校給食などで供されている。

### 由来
臼杵藩で質素倹約令が出された際に、藩主が貴重な小豆を用いる贅沢な赤飯の替わりに作らせたとされる。一説では、キリシタン大名でもあった大友宗麟が南蛮貿易を行っていたことから、スペインのパエリアを模したのではないかとも言われている。

### 「かやく」

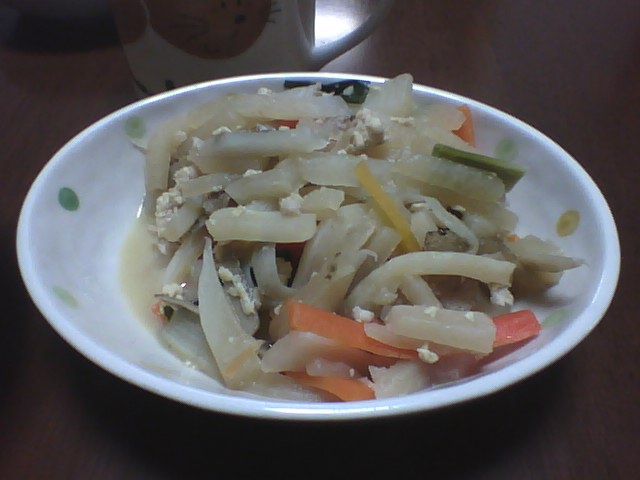
「かやく」

エソなどの白身魚や野菜、豆腐などを煮こんだ「かやく」が添えられる。黄飯と合わせて黄飯かやくと呼ばれる。なお、臼杵市では黄飯の上に「かやく」をかける。
上述のように黄飯は武家料理が根本にあるが、「かやく」は商人たちの暮らしから生まれたものである。年末年始の商人が多忙を極め、料理を作るゆとりや、ゆっくり食事を採る暇がないため、大鍋一杯に「かやく」を作り、何度も煮なおして正月三が日を乗り切った。煮なおしていくことで、具材に味が染みていき、まろやかな味わいとなる。時代が下り、黄飯をつくる機会が減ってくると、代わりに「かやく」のことが「黄飯」と呼ばれることもある。
大晦日に大量に作り、三が日に温め直しながら食べる。また色合いが華やかであることから、祝いの席でも振る舞われる。

## 愛知県
黄飯（きめし、きいはん）、あるいは黄いないおこわは愛知県、尾張地方の郷土料理。
「黄いない」は名古屋弁で「黄色」の意。
クチナシの実ともち米を浸水することで黄色に着色する。
黄色は「邪気を払う」とされる色であり、黒豆には健康祈願の意味が込められている。そのため、男児が健やかな成長を願って、端午の節句に黄いないおこわが食される。
赤飯の材料である小豆やささげが入手困難であったことから、代わりにクチナシの実を用いて作られ始めたとされる。

## 静岡県

### 東海地方
静岡県東海地方では戦国時代から黄色のおこわを小判型などに薄く広げて乾燥させた「染飯（そめいい）」が食べられてきた。

### 東伊豆
東伊豆町では、クチナシの実で色付けした黄飯（きめし）を祝い事の際に食する。
雛祭りではおめでたい料理が食卓に並ぶが、金目鯛の腹あわせ、花寿司と並んで、塩味の黄飯も縁起物として食される。

## 群馬県
群馬県藤岡市八塩温泉では鉱泉で炊いた飯が黄色くなることから黄飯（おうはん）が名物となっている。クチナシは用いない。

## 東南アジア

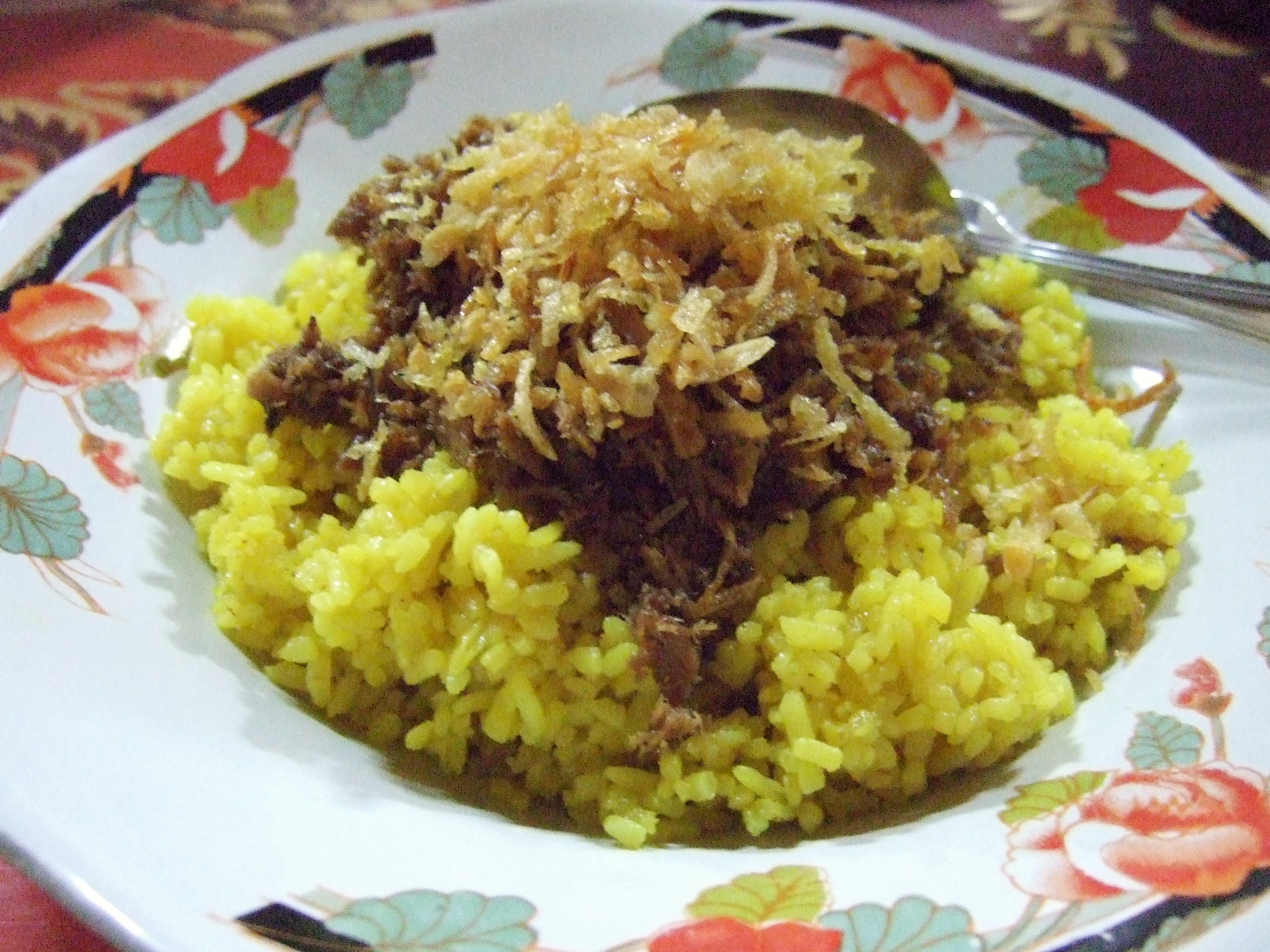
ナシクニン

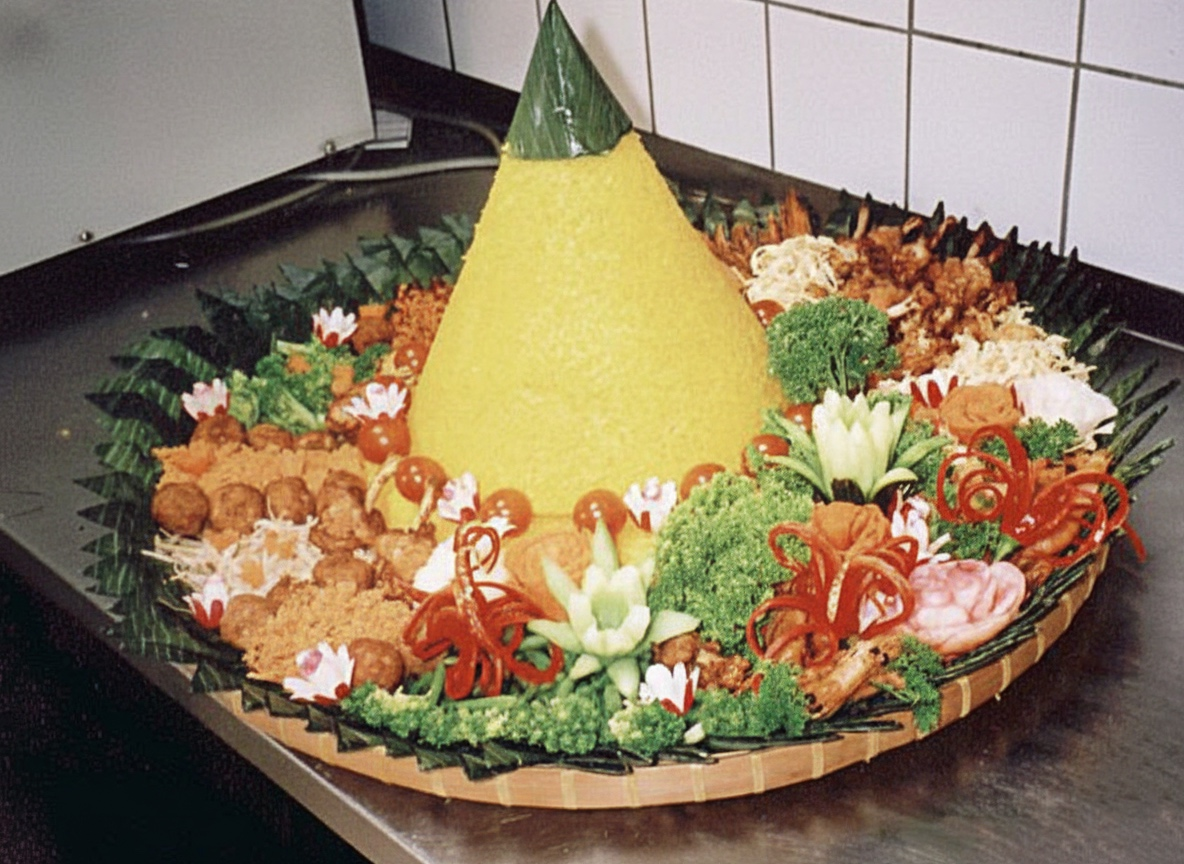
トゥンペン

島嶼部東南アジアにおいては、黄色い飯は儀礼食となる傾向があり、マレーシアではターメリックで色付けした黄色い飯・ナシクニンを誕生祝い、割礼祭、結婚式などの祝い事の際に食する。
インドネシアではターメリックとココナッツミルクで炊いた飯を三角錐に盛り付けるトゥンペンという料理もある。

## 中国・雲南省
中国雲南省のタイ族は、もち米から作るハウルンと呼ばれる黄飯を元日に食する。